# Pachaiyappa's College
Pachaiyappa's College (en tamoul : பச்சையப்பன் கல்லூரி), également appelé Greendad's college par ses étudiants et autrefois dénommé Pachaiyappa's Central Institution, est un des plus anciens établissements d'enseignement supérieur de Chennai, en Inde.

## Anciens élèves notoires
Une liste d'anciens élèves notoires est publiée par l'établissement. Parmi eux figurent :

### Mathématicien
- Srinivasa Ramanujan, mathématicien

### Personnalités politiques
- Kasu Brahmananda Reddy, chef-ministre de l'Andhra Pradesh de 1964 à 71
- Murasoli Maran, homme politique
- Pr K. Anbazhagan, homme politique
- Navalar Nedunchezhiyan, homme politique, chef-ministre par intérim, ministre pendant 25 ans
- E. V. K. Sampath, homme politique et cofondateur du parti Dravida Munnetra Kazhagam
- C. Vijayaraghavachariar, ancien président du Congrès national indien
- K. C. Reddy, premier chef-ministre de l'ancien État du Mysore
- Boddepalli Rajagopala Rao, parlementaire
- C.N.Annadurai, chef-ministre du Tamil Nadu de 1967 à 68
- E. Pugazhendi, législateur de Cuddalore à trois reprises

### Forces de sécurité
- C.K. Gandhirajan, officier du Service de police indien

### Écrivains
- Paravastu Chinnayasuri, poète télougou et professeur de télougou
- Pammal Sambandha Mudaliar, dramaturge tamoul
- Mamidipudi Venkatarangayya, écrivain
- Vairamuthu, poète
- K. D. Thirunavukkarasu, érudit tamoul, lauréat d'un Sahitya Akademi Award
- Tapi Dharma Rao, journaliste télougou et lauréat d'un Sahitya Akademi Award

### Cinéma et musique
- R. S. Manohar, réalisateur de drama et de cinéma tamoul
- A. M. Rajah, chanteur et directeur musical
- D. Imman, directeur musical
- Na. Muthukumar, parolier tamoul

### Autres
- Robin Singh, ancien joueur de cricket indien
- Bharath Reddy, ancien joueur de cricket indien
- C. R. Rangachari, ancien joueur de l'Équipe d'Inde de cricket
- M. B. Nirmal, écologiste et fondateur d'Exnora International